# Spirostreptus ucayalus
Spirostreptus ucayalus är en mångfotingart som beskrevs av Chamberlin 1941. Spirostreptus ucayalus ingår i släktet Spirostreptus och familjen Spirostreptidae. Inga underarter finns listade i Catalogue of Life.